# Baryczka (dopływ Pilicy)
Baryczka (czasami określana jako Silniczka) – niewielka rzeka w powiecie radomszczańskim o długości około 28,5 km, lewy dopływ Pilicy. Wypływa w okolicach wsi Kobiele Wielkie. W miejscowości Gorgoń opuszcza Gminę Kobiele Wielkie i wpływa na teren Gminy Żytno, gdzie znajduje się większość jej biegu. Przepływa przez wsie Nurek, Pławidła, Silnicę, Polichno, Silniczkę, Barycz i Ciężkowiczki. W miejscowości Błonie wpływa na teren Gminy Wielgomłyny, przepływa przez Wolę Życińską i w okolicy wsi Krzętów kilkoma odnogami wpada do Pilicy.
Baryczka zasila stawy rybne w Silnicy i Ciężkowiczkach. W XIX wieku stanowiła element systemu melioracyjnego nawadniania okolicznych pól. W miejscowości Barycz znajduje się źródło o wydajności około 7,2/2,0 m³/h, z którego woda odprowadzana jest do Baryczki. Pomiędzy miejscowościami Silniczka i Barycz do Baryczki wpada jedyny jej dopływ określany nazwą Struga lub Ciek spod Woli Rożkowej (o długości około 11 km).